# Moshaneng
Moshaneng è un villaggio del Botswana situato nel distretto Meridionale, sottodistretto di Ngwaketse. Il villaggio, secondo il censimento del 2011, conta 1.512 abitanti.

## Località
Nel territorio del villaggio sono presenti le seguenti 12 località:
- Gasealetsa di 9 abitanti,
- Gatontobi di 1 abitante,
- Kwau di 1 abitante,
- Mabelane di 43 abitanti,
- Male di 10 abitanti,
- Matshidiso di 32 abitanti,
- Mmamoalahi,
- Molomoojang di 3 abitanti,
- Phaleng di 40 abitanti,
- Setlhabatsane/Gamosa,
- Taueshele,
- Tsube